# 厄尔·麦德利
厄尔·马丁·麦德利（英語：Earl Martin Madery，1918年8月17日—2014年2月21日）美国音频工程师。他曾因电影大白鲨获得过1次奥斯卡最佳音响效果奖。

## 部分影视作品
- 大白鲨 (1975)[2]